# Áurea Aguilar
Áurea Aguilar (nacida en septiembre en 1943) artista mexicana de multimedia visual, su trabajo la ha hecho entrar como miembro en el Salón de la Plástica Mexicana.

## Vida
Aguilar nació en la Ciudad de México, es la segunda hija de Celia Ferrer y César Aguilar . Su madre fue periodista, escritora y pintora autodidacta. Su padre fue abogado y escritor. Desde su infancia, Áurea se interesó por la cultura y la expresión artística Mexicana, estudió danza folclórica tradicional, también mostró un gran interés por la literatura, la música y el arte.

## Carrera
Estudió arte en la Academia de San Carlos,  en donde los movimientos activistas estudiantiles formaron su visión política y artística.
Fue aceptada como miembro del Salón de la Plástica Mexicana en 1998, desde entonces ha expuesto su obra en dicha institución. Entre una de sus exposiciones destaca “Ausencias y presencias” en el 2012.

## Obra
Su obra refleja una gran influencia del sufrimiento físico, mental y emocional del ser humano. Trabaja con distintos materiales y técnicas entre los cuales se encuentran: dibujo, grabado, óleo, así como la creación de objetos artísticos tridimensionales, especialmente aquellos en forma de libro.
Las imágenes de Aguilar se remontan a distintas eras de la historia de mexicana, especialmente del sincretismo de las creencias prehispánicas y  católicas, y la manera en que éstas afectan la cultura actual del país. Los elementos dominantes incluyen al corazón y la mano humana, cráneos y cruzas.  En "Ausencias y presencias", una de las piezas es una urna, diseñada por ella, en donde yacen sus propias restos. Aguilar ha señalado que la creación de estas piezas tiene un efecto catártico en ella.